# Biathlon
Il biathlon è uno sport invernale, appartenente al gruppo dello sci nordico, i cui partecipanti competono in due specialità, il tiro a segno con la carabina e lo sci di fondo. Tale sport, che è anche disciplina olimpica, consiste nel percorrere nel minor tempo possibile un percorso prefissato sugli sci di fondo, sostando a un numero variabile di postazioni di tiro, ognuna delle quali con cinque bersagli; ogni errore con la carabina comporta una penalità variabile a seconda della gara.
La distanza da percorrere e il numero delle sessioni di tiro variano a seconda delle tipologie di gara, che possono essere tanto individuali quanto a squadre. Storicamente, il biathlon rappresenta l'evoluzione in disciplina sportiva di pratiche militari e venatorie. Il biathlon si distingue da altri sport dal nome simile, che a loro volta accoppiano due discipline: il duathlon, sport estivo che unisce la corsa con il ciclismo, e il biathle, disciplina che deriva dal pentathlon moderno e unisce corsa e nuoto.

## Storia

### Origini
La storia dello sci è plurimillenaria (i più antichi sci rinvenuti risalgono al VII millennio a.C.) e la caccia sugli sci, o strumenti di movimento simili agli sci, è attestata già da pitture rupestri rinvenute in Norvegia e risalenti al III millennio a.C.. I primi documenti scritti di questa prassi provengono dalla Cina e risalgono al periodo della dinastia Han (206 a.C.-220 d.C.); anche del poeta romano Virgilio esiste una descrizione della caccia sugli sci, che viene datata all'anno 40 a.C. L'illustrazione di un cacciatore dotato di arco e freccia sugli sci è stata trovata sulla pietra datata all'anno 1050 proveniente da Ballingsta, sempre in Norvegia.
Le origini del biathlon quale disciplina sportiva invece si trovano nel settore militare: nel 1199 le popolazioni finniche della Scandinavia affrontarono i Vichinghi danesi con l'ausilio degli sci, secondo quanto testimoniato da Saxo Grammaticus nelle Gesta Danorum. Nei secoli successivi soldati e reggimenti interi dotati di sci, considerati veloci e particolarmente flessibili nell'impiego, divennero parte fondamentale degli eserciti scandinavi e russi: nel 1521-1522 il futuro re di Svezia Gustavo I affrontò i danesi guidando truppe equipaggiate con gli sci, secondo quanto lo stesso condottiero aveva prescritto ai suoi generali. Nel 1550 i finlandesi di Juhana Matinpoika sconfissero i russi, dieci volte più numerosi, nella battaglia di Kivennapa anche grazie ai soldati sciatori; allo stesso modo nel 1573 Herman Fleming sottrasse ai russi Inkerinmaa.
La prima gara di "biathlon" documentata risale al 1767, quando soldati delle truppe di confine di Svezia e Norvegia si confrontarono in gare durante le quali il soldato doveva effettuare una prova di tiro correndo contemporaneamente sugli sci.

### Antecedenti sportivo-militari

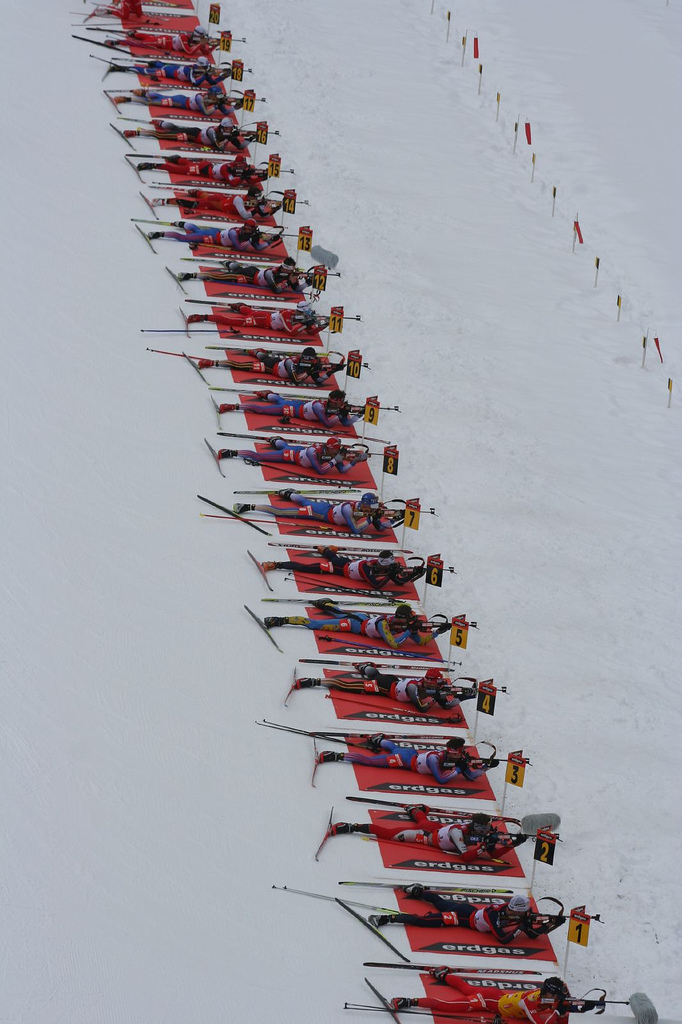
Biatleti al tiro

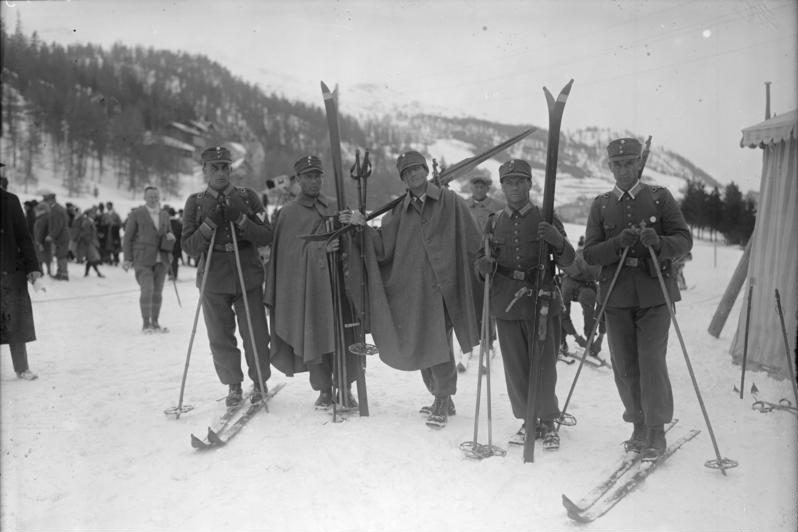
La squadra di pattuglia militare tedesca, quinta classificata ai Giochi di

La prima associazione di biathlon venne fondata nel 1861 in Norvegia: il Club fucile e sci di Trysil. Nelle zone alpine invece, lo sci militare e lo sci in generale iniziarono il loro sviluppo qualche anno dopo, verso la fine del XIX secolo. I primi campionati nazionali di sci militari sono documentati nell'anno 1895 in Germania, mentre nel 1912 in Norvegia veniva già disputata una gara durante la quale l'atleta doveva percorrere una distanza prefissata e sparare su bersagli. L'organizzazione spettava all'esercito e tutti i partecipanti venivano scelti tra i soldati dei vari corpi. Da queste competizioni nacque nel 1910 la gara di pattuglia militare, considerata la disciplina preparativa del biathlon nella sua forma moderna anche se fu esclusivamente una competizione di squadra.
La maggior diffusione di questa disciplina sportiva si ebbe negli anni venti e trenta dello scorso secolo; statistiche relative alla Finlandia attestano che dal 1919 ogni inverno circa duemila persone partecipavano a gare di "biathlon". Durante la Settimana internazionale dello sport di Chamonix-Mont-Blanc 1924, successivamente dichiarata dal Comitato Olimpico Internazionale I Giochi olimpici invernali, la competizione di pattuglia militare fece parte del programma ufficiale di gare, per poi tornare a Sankt Moritz 1928, Garmisch-Partenkirchen 1936 e Sankt Moritz 1948 come disciplina dimostrativa.

### Sviluppo come disciplina sportiva
Al termine della Seconda guerra mondiale alla disciplina venne tolto ogni carattere militare e fu aperta anche agli atleti che non facevano parte di corpi organizzati militarmente. In occasione dei V Giochi olimpici invernali di Sankt Moritz 1948, oltre alla gara di pattuglia militare venne disputata una competizione di pentathlon invernale (contraltare del pentathlon moderno estivo), disciplina nella quale gli atleti dovettero cimentarsi nell'equitazione, nella scherma, nel tiro a segno, nello sci di fondo e nella discesa libera. La disciplina, considerata dimostrativa, fece parte del programma olimpico solo in quell'occasione. Il 3 agosto 1948 a Sandhurst (Regno Unito) venne fondata l'Union Internationale de Pentathlon Moderne (UIPM), che presto s'interessò a inserire nella sua organizzazione una sezione dedicata a una disciplina invernale. La decisione presa fu la combinazione tra sci di fondo e tiro a segno. Su proposta del presidente dell'UIPM, il generale svedese Sven Thofelt, venne introdotto la denominazione ufficiale di "biathlon".
Il Comitato Olimpico Internazionale approvò il biathlon nel 1954 come disciplina sportiva a sé stante. Il regolamento agonistico venne approvato in un congresso conclusosi a Melbourne, in Australia, il 17 novembre 1956; la sezione biathlon venne inserita formalmente nell'UIPM e la denominazione dell'organizzazione internazionale venne modificata in UIPMB. La sezione biathlon rimarrà associata a quest'organizzazione, pur operando separatamente e autonomamente, fino alla fondazione dell'International Biathlon Union (IBU) decisa nel 1992 e ratificata nel 1993, con il congresso straordinario di Londra (Regno Unito) del 2 luglio. La separazione formale delle due organizzazioni avvenne nel 1998.
Le gare femminili furono introdotte molto più recentemente: nel 1980, in occasione del congresso internazionale dell'UIPMB svoltosi a Sarajevo (Jugoslavia), venne approvato il regolamento per competizioni femminili di biathlon. Seguì nel 1981 la prima competizione internazionale femminile, svoltasi in Cecoslovacchia. Nel 1984 si svolse la prima edizione dei Campionati mondiali di biathlon femminili, che fino al 1988 si disputarono separatamente dall'edizione maschile. L'inserimento nel programma olimpico avvenne in occasione dei XVI Giochi olimpici invernali di Albertville 1992.

### Diffusione e popolarità
Il biathlon viene praticato particolarmente nelle nazioni europee tradizionalmente dedite agli sport invernali, nonché in Nordamerica e in Russia; in Scandinavia e in Russia il biathlon è una delle discipline sportive più seguite. Dagli anni novanta del XX secolo, e in particolar modo dall'inizio del XXI, il biathlon è diventato anche uno degli sport invernali più popolari e seguiti in Germania, anche grazie ai numerosi successi internazionali raggiunti dagli atleti tedeschi; tutte le gare di Coppa del Mondo vengono trasmesse in diretta dalle televisioni tedesche e il pubblico presente alle tappe di Coppa aumenta di anno in anno. Il biathlon vanta una certa tradizione anche in Francia e in Italia; qui è seguito in particolar modo in Trentino-Alto Adige e in Valle d'Aosta, da dove proviene la maggior parte degli atleti praticanti questo sport negli ultimi decenni, e l'Arena Alto Adige di Anterselva, che ha spesso ospitato gare di Coppa del mondo e Mondiali, sarà teatro dei XXV Giochi Olimpici Invernali.
In Austria e in Svizzera, invece, lo sport è a tutt'oggi poco diffuso, rimanendo all'ombra del più amato e seguito sci alpino e nonostante il fatto che entrambe le nazioni abbiano atleti di valore, capaci di conquistare medaglie iridate. Ha ulteriormente inciso negativamente sulla popolarità di questa disciplina in Austria la profonda crisi di credibilità di alcuni atleti austriaci emersa in seguito alla perquisizione compiuta dai Carabinieri durante i XX Giochi olimpici invernali di Torino 2006, che aveva rinvenuto nei loro alloggi vario materiale dopante. Ulteriore apertura continentale è riuscita tramite il coinvolgimento dell'Asia; la nazione emergente degli ultimi anni è stata la Cina, in modo particolare nelle gare femminili.

## Equipaggiamento

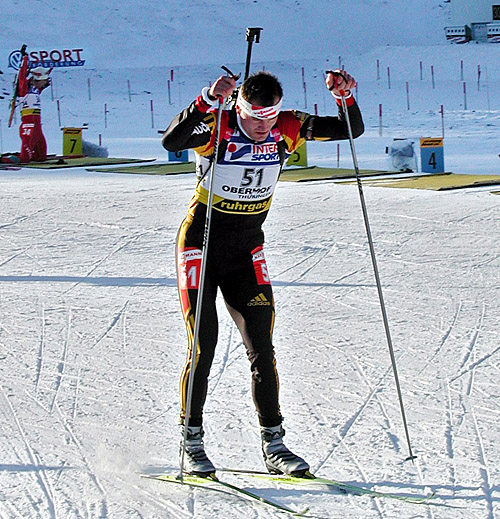
Il biatleta Sven Fischer in gara

### Sci
Per praticare il biathlon vengono usati normali sci da fondo; la lunghezza è variabile, ma deve essere come minimo pari all'altezza dell'atleta meno 4 cm e anche altri dettagli costruttivi sono specificati dal regolamento IBU. Le apposite scarpette vengono attaccate allo sci circa a metà lunghezza dello stesso alla maniera consueta nello sci nordico, cioè tale da consentire che la parte posteriore della scarpetta possa staccarsi dallo sci durante ogni singolo passo onde consentire una maggiore spinta nel movimento in avanti. Fanno parte dell'attrezzatura di ogni atleta due bastoncini con un'altezza che può variare a seconda dei gusti, ma che di norma non supera il labbro superiore dell'atleta. Con questi l'atleta ottiene sia il sostegno che la spinta in avanti coordinata dal movimento delle gambe per assumere la maggior velocità possibile.

### Fucili
In occasione di manifestazioni di biathlon svoltesi prima del 1977 vennero impegnati esclusivamente fucili di grosso calibro. La distanza di tiro è di 50 m per il tiro in posizione a terra e stessa distanza per il tiro in posizione in piedi. Dal 1978 vennero introdotti fucili leggeri a piccolo calibro (calibro 22 lr, pari a 5,6 mm), il cui peso varia dai 3,5 ai 6 kg e la cui ripetizione avviene esclusivamente manualmente. Fucili con ripetizione automatica o semiautomatica sono vietati. La pressione sul grilletto che aziona l'arma deve come minimo raggiungere i 500 g. Sempre nel 1978, la distanza di tiro è stata unificata a 50 m sia per la prova a terra che per la posizione in piedi.
Il dispositivo di puntamento dell'arma è composto da una diottra (foro del diametro di 1-1,5 mm) come riferimento di mira vicino all'occhio, che comunque non può avere effetto d'ingrandimento del bersaglio, e di un cerchio di mirino posizionato sulla fine anteriore della canna da fuoco. Questo cerchio di mirino può essere sostituito in caso di visibilità limitata. In tale circostanza viene impegnato il cosiddetto mirino da nebbia. Questo tipo di mirino ha una maggior apertura per consentire che più luce possa riflettere sull'arma e di conseguenza raggiungere una visibilità migliore. L'arma e le munizioni necessarie devono essere portate dall'atleta stesso durante tutta la competizione.

### Munizioni
Le munizioni usate sono 22 lr e nella maggior parte dei casi, sia il fucile che le munizioni necessarie vengono testati in apposite camere frigo per escludere o almeno minimizzare il più possibile la possibilità di disfunzione totale o la modifica delle traiettorie di tiro nelle circostanze d'impiego in competizione, cioè con temperature varianti dai +10 ai −15 °C.

### Poligono e bersagli
Il poligono di tiro è dotato di trenta corsie; gli atleti sparano su cinque bersagli per corsia, i quali si trovano a una distanza di 50 m. Il diametro del bersaglio misura 4,5 cm per la posizione a terra e 11,5 cm per la posizione in piedi, il primo posto all'interno dell'altro con lo stesso colore.
Nei primi anni, gli atleti dovevano sparare su bersagli di carta oppure palloncini gonfiati. Questi vennero sostituiti da bersagli di vetro che però si dimostrarono poco affidabili, dato che talvolta si frantumavano più per il freddo che per l'abilità degli atleti. A partire dai Mondiali del 1978 ebbe inizio l'impiego del bersaglio di metallo nero, il quale – in caso di centro – azionava una leva che copriva il bersaglio con una piastra bianca. Tale sistema è ancora in parte in uso, anche se a partire dai Mondiali del 1989 venne man mano introdotto un sistema moderno computerizzato con bersagli elettromeccanici e registrazione automatica dei centri effettuati. Tramite l'impatto del proiettile sul bersaglio nero, si attiva, mediante un apposito sensore, un impulso che posiziona la piastra bianca davanti al bersaglio nero, segnalando in questo modo il centro effettuato. Per attivare tale meccanismo è necessario che l'impatto all'interno del diametro del bersaglio da centrare sia di almeno ¾ del proiettile.

#### Stadi di biathlon
Le principali competizioni di biathlon vengono abitualmente ospitate in appositi stadi, che racchiudono parte del tracciato di fondo e il poligono di tiro. Tra quelli che hanno più frequentemente ospitato gare di Coppa del Mondo, dei Mondiali e dei Mondiali juniores figurano:
Austria
- Hochfilzen
- Obertilliach

Corea del Sud
- Pyeongchang

Finlandia
- Lahti
- Kontiolahti

Francia
- Le Grand-Bornand

Germania
- Oberhof (Rennsteig-Arena)
- Ruhpolding (Chiemgau-Arena)

Italia
- Anterselva (Südtirol Arena)
- Forni Avoltri
- Val Ridanna
- Val Martello
- Valdidentro
- Bionaz
- Valle Pesio

Norvegia
- Oslo (Holmenkollen)

Repubblica Ceca
- Nove Mesto

Russia
- Chanty-Mansijsk
- Tjumen'

Slovacchia
- Osrblie

Slovenia
- Pokljuka

Svezia
- Östersund

## Tecnica
Originariamente le competizioni si svolgevano a tecnica classica, mentre a partire dalla fine degli anni ottanta dello scorso secolo le gare vengono esclusivamente effettuate a tecnica libera.

## Agonismo
L'attività agonistica internazionale è organizzata dall'International Biathlon Union (IBU): il biathlon è dunque l'unica disciplina sciistica che non viene regolamentata dalla Federazione Internazionale Sci (FIS). A livello nazionale, tuttavia, anche il biathlon viene gestito dalle locali Federazioni sciistiche, assieme a tutte le altre specialità dello sci nordico.
I diversi tipi di gara seguono sempre lo stesso principio base di competizione, anche se differiscono l'uno dall'altro per alcuni specifici dettagli regolamentari. L'errore al tiro viene punito o con un giro di penalità di 150 m per errore (staffetta, partenza in linea, inseguimento e sprint) oppure con una penalità di un minuto per errore (gara individuale) sul tempo di gara finale.

### Tipi di gara

#### Individuale
La gara individuale è la disciplina più antica tra le competizioni di biathlon. Gli atleti partono singolarmente a intervalli di 30 secondi. Gli uomini corrono sulla distanza di 20 km, le donne 15 km. Le prove di tiro sono quattro, due per ciascuna posizione però alternando l'ordine (sempre però nell'ordine di a terra-in piedi-a terra-in piedi). Per ogni errore al tiro viene sommato al tempo finale una penalità di un minuto.
Agli inizi delle gare in questa competizione la penalità prevista era addirittura di tre minuti, per essere man mano ridotta alla misura odierna. Questo tipo di gara favorisce lievemente gli atleti più sicuri nel tiro che veloci sugli sci, dato che recuperare un minuto sugli sci è un'impresa che necessita di doti e capacità sugli sci da fondo particolari. Inoltre gli atleti impegnano di norma circa 20-25 secondi per un giro di penalità di 150 m e pertanto l'errore al tiro può essere quasi paragonato a due giri di penalità. Sempre meno competizioni in questo tipo di gara, che corrisponde alla maggior distanza percorsa dagli atleti in questo sport, vengono disputate nel corso della Coppa del Mondo di biathlon, dato che le manifestazioni risultano spesso difficili da seguire per il pubblico.

#### Sprint
Disciplina analoga alla gara individuale, con partenze individuali a intervalli di 30 secondi. La distanza da percorrere invece è di 10 km per gli uomini, mentre per le donne misura 7,5 km (5 km fino al 1989). La principale differenza con la gara individuale consiste nelle prove di tiro, che sono solo due: la prima in posizione a terra, la seconda in piedi. Inoltre gli errori di tiro vengono puniti con un giro di penalità di 150 m per errore, per il quale l'atleta impegna mediamente tra i 20 e 25 secondi, allungando così la sua prova. Si tratta della disciplina che più spesso viene organizzata nel corso della Coppa del Mondo di biathlon, anche perché l'esito di questa gara viene preso come base per la prova a inseguimento.

#### Inseguimento
La gara a inseguimento (in origine chiamata di "caccia all'uomo" e a volte indicata con il termine inglese pursuit) è una disciplina che venne introdotta nella Coppa del Mondo del 1996, mentre la prima prova di questa disciplina durante i Campionati mondiali avvenne nel 1997. Hanno diritto a prendere il via i primi sessanta atleti (agli inizi solo i primi trenta) classificati di una precedente competizione, un'individuale o più spesso una sprint, dato che i distacchi in media inferiori di tali gare rispetto alle individuali comportano una maggiore spettacolarità dell'inseguimento, con continui cambi di posizione. L'ordine di partenza e l'intervallo di tempo tra un atleta e l'altro vengono infatti determinati dal risultato della precedente competizione. Il vincitore della gara individuale o sprint parte come primo della gara a inseguimento; questo viene poi seguito dagli atleti nell'intervallo corrispondente al distacco che hanno subito nella gara individuale o sprint, cioè con il pettorale pari al loro posizionamento nella competizione precedente. Se la gara ad inseguimento viene preceduta da una gara sprint, il distacco viene riportato identico in questa competizione, mentre in caso di una gara individuale il distacco viene dimezzato.
La distanza da percorrere durante questa competizione, la quale di norma si svolge il giorno seguente oppure due giorni dopo la gara individuale o sprint precedente, è di 12,5 km per gli uomini e di 10 km per le donne. Le prove di tiro sono quattro – due per posizione e sempre nell'ordine di due a terra seguite da due in piedi. Per ogni errore al tiro, l'atleta deve percorrere un giro di penalità di 150 m. Il primo atleta a raggiungere il traguardo è di conseguenza il vincitore della prova. Questa disciplina viene regolarmente organizzata nelle gare di Coppa del Mondo, dato che si è dimostrata particolarmente spettacolare.

#### Partenza in linea
La gara di partenza in linea (a volte indicata con il termine inglese mass start) è stata introdotta in Coppa del Mondo nel 1998, mentre la prima competizione di questo tipo ai Campionati mondiali si ebbe l'anno seguente, nel 1999: pertanto è la formula introdotta più recentemente. Ai XX Giochi olimpici invernali di Torino 2006 vennero assegnate le prime medaglie olimpiche di questa disciplina.
Gli atleti partono "in linea", cioè contemporaneamente, per percorrere la distanza di 15 km (maschi) o 12,5 km (donne). Le prove di tiro sono quattro – due per posizione e sempre seguendo l'ordine di due prove a terra seguite da due prove in piedi. Per ogni errore sui 20 bersagli da centrare, l'atleta deve percorrere un giro di penalità di 150 m che va ad allungare la sua prova. La disciplina necessita di un percorso decisamente largo nelle battute iniziali onde consentire a tutti gli atleti le stesse possibilità, e pertanto viene organizzato solo in poche occasioni durante le prove di Coppa del Mondo. D'altra parte sono proprio le fasi iniziali della gara, le battaglie di posizione lungo il percorso e il fatto che il primo atleta a tagliare il traguardo sia il vincitore della competizione a comportare che questa disciplina sia considerata tra le più spettacolari del biathlon.
In occasione di Mondiali e Olimpiadi gli atleti con diritto al via sono i primi quindici della classifica di Coppa del Mondo, nonché tutti i vincitori di medaglie della competizione mondiale o olimpica in corso. I restanti posti disponibili vengono assegnati ad atleti che nel corso della medesima competizione abbiano ottenuto il maggior numero di punti validi per la Coppa del Mondo; vige inoltre un contingentamento per nazione, con un limite di quattro atleti ciascuna. Nelle gare di Coppa del Mondo tale limitazione non è data e hanno diritto al via i primi venticinque atleti della classifica di Coppa, più i migliori cinque della tappa che non fanno parte di tale gruppo. La gara di partenza in linea viene sempre disputata come ultima prova individuale delle competizioni internazionali.
Nelle prove di Coppa il diritto di partenza di un atleta posizionato tra i primi trenta della classifica assoluta che rinuncia al via viene assegnato al trentunesimo, al trentaduesimo e via dicendo, a seconda delle rinunce espresse. Per le competizioni mondiali o olimpiche (durante le quali sono ben poche le rinunce) i posti vacanti vengono assegnati seguendo il consueto ordine di punteggio di Coppa raggiunto durante la competizione mondiale o olimpica.

#### Staffetta
Una staffetta è composta da quattro atleti di una nazione e dello stesso sesso. La partenza avviene in linea e la distanza da percorrere da ciascun frazionista è di 7,5 km (maschi) e 6 km (donne). Per ciascun frazionista sono previste due prove di tiro – una in posizione a terra ed una in piedi. In totale dunque la staffetta comprende otto prove di tiro – quattro a terra e quattro in piedi. Al contrario di tutte le altre gare, ciascun atleta dispone per ciascuna prova di tiro della possibilità di tre ricariche per tentare di centrare i bersagli mancati durante la prima serie di cinque colpi. La ricarica manuale impegna un tempo pari a circa dieci secondi. In pratica per ogni prova di tiro l'atleta dispone di otto colpi per centrare cinque bersagli. Se ciò nonostante dovessero rimanere dei bersagli non centrati, l'atleta dovrà percorrere un giro di penalità di 150 m per ogni bersaglio mancato.
La distanza da percorrere dalle donne in questa disciplina è stata più volte modificata. Le prime gare di staffetta per le donne venivano disputate da tre atlete che percorrevano 5 km. Nel 1991 la gara venne modificata in 4 × 7,5 km (dunque pari a quella maschile), per essere modificata ulteriormente nel 2003 in 4 × 6 km.

#### Staffetta mista
A partire dai primi anni 90 dello scorso secolo vennero introdotte e messe alla prova diverse competizioni a squadre per rendere lo sport del biathlon ancora più interessante per una ancor più grande massa di pubblico. Per esempio, il "World Team Challenge" del 2002 si è disputato nello stadio di calcio Arena AufSchalke di Gelsenkirchen – in tale occasione gremito di pubblico. La competizione consisteva in una gara di staffetta mista, composta da una donna e un uomo, che dovevano percorrere una distanza totale di 15 km.
L'attuale staffetta mista è composta da due donne e da due uomini. Ciascuna delle donne percorre la distanza di 6 km, mentre per gli uomini la distanza da percorrere misura 7,5 km. Per ogni atleta le prove di tiro sono due - una per posizione; le regole sono identiche alla classica gara di staffetta. Per questa disciplina si svolse, nel corso delle finali delle gare di Coppa del Mondo del 2005 disputatesi a Chanty-Mansijsk, per la prima volta una prova valida quale Campionati mondiali di questa disciplina. Dal 2007 la disciplina è parte del programma ufficiale di gara Mondiali, che in quell'occasione si svolsero a febbraio ad Anterselva in Italia.

#### Gara a squadre
Questa formula, denominata anche "pattuglia", venne programmata nelle edizioni dei Mondiali dal 1989 al 1998 e in diverse tappe di Coppa, però mai in occasione dei Giochi olimpici invernali. Una squadra era composta da quattro atleti di una stessa nazione, i quali dovevano percorrere in gruppo una distanza di 20 km (maschi) o 15 km (femmine). Quattro erano i poligoni di tiro (a terra-in piedi-a terra-in piedi), e in ogni occasione la prova di tiro doveva essere disputata da un atleta diverso, tanto che ogni atleta doveva cimentarsi una sola volta durante tutta la gara. Il resto della squadra doveva attendere la fine della prova di tiro e per ogni errore al tiro tutta la squadra doveva percorrere un giro di penalità di 300 m (cioè il doppio di un giro di penalità normale). Veniva cronometrato il tempo dell'ultimo atleta della squadra che raggiungeva il traguardo, ma le regole prevedevano che la differenza tra il primo e l'ultimo atleta della squadra non poteva essere superiore ai 50 m oppure ai 15 secondi. Il regolamento venne più volte modificato per rendere questa formula più spettacolare, ma non ebbe particolare successo sia tra gli atleti sia nel pubblico. Infine venne sostituita dalla gara di partenza in linea.

### Competizioni

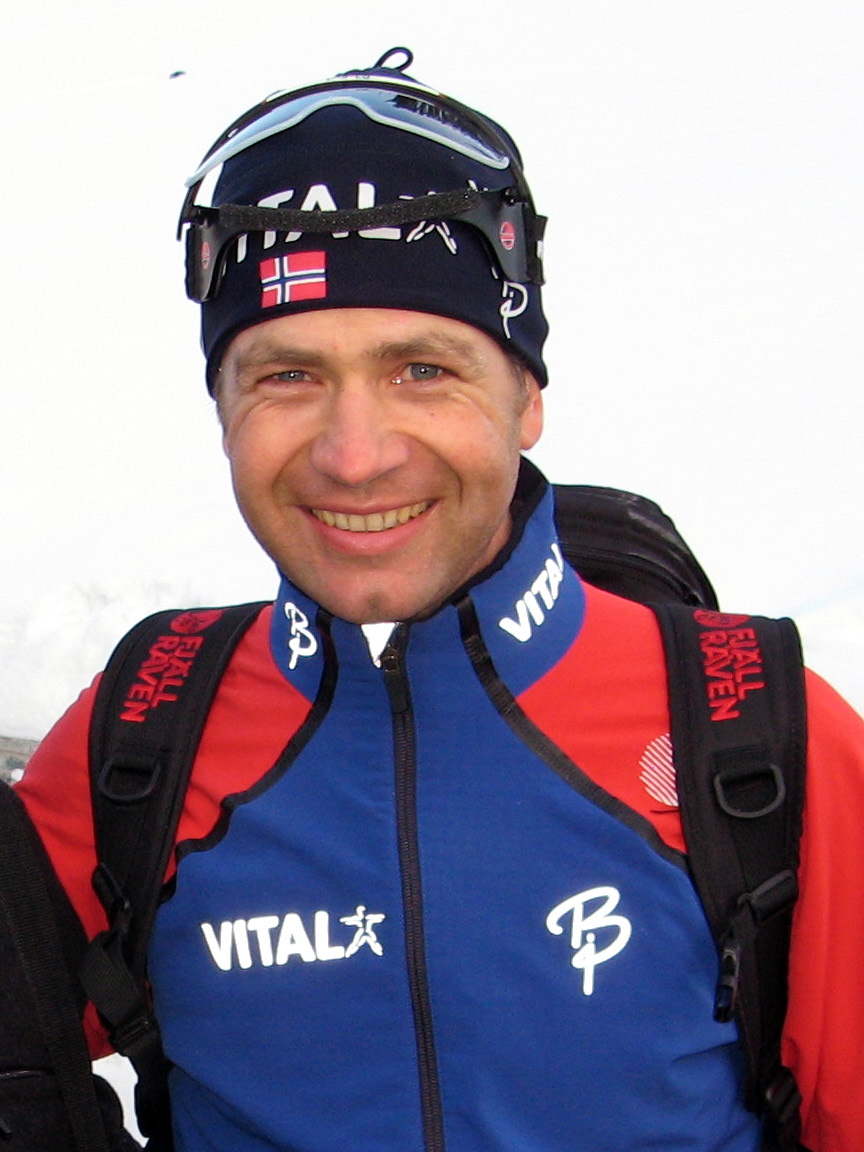
Il norvegese Ole Einar Bjørndalen, il biatleta più vittorioso della storia della disciplina

#### Mondiali
I primi Campionati mondiali di biathlon, con gare solo maschili, si svolsero nel 1958 a Saalfelden, in Austria. Il numero di partecipanti fu decisamente modesto, con soli venticinque atleti in rappresentanza di sette nazioni. Fece parte del programma di gare esclusivamente la gara individuale; in edizioni successive vennero via via aggiunte la staffetta, la sprint e le altre formule di gara. Dall'edizione del 1984 sono previste anche gare per le donne, in una sede separata da quella che ospitava l'edizione maschile. Solo i Mondiali del 1989 unirono le due edizioni.
Dagli anni novanta il programma delle gare venne più volte modificato con l'aggiunta di nuove discipline che si erano dimostrate spettacolari durante le gare di Coppa del Mondo (gara a inseguimento, partenza in linea, staffetta mista). L'IBU organizza inoltre Mondiali juniores e giovanili.
L'atleta più decorato ai Mondiali è il norvegese Ole Einar Bjørndalen (20 ori, 14 argenti, 11 bronzi), seguito dal connazionale Johannes Thingnes Bø (20, 13, 5), dal francese Martin Fourcade (11, 10, 4), dal tedesco Frank Luck (11, 5, 4) e dal sovietico Aleksandr Tichonov (11, 4, 1). In campo femminile il palmarès più ricco è quello della tedesca Magdalena Neuner (12, 4, 1), seguita dalle connazionali Petra Behle (9, 2, 2) e Uschi Disl (8, 8, 3).

#### Olimpiadi
Durante i I Giochi olimpici invernali di Chamonix-Mont-Blanc 1924 venne organizzata una gara di pattuglia militare, considerata la disciplina che precedette la forma del biathlon moderno, che fu riproposta a Sankt Moritz 1928, Garmisch-Partenkirchen 1936 e Sankt Moritz 1948.
Solo dopo il suo sviluppo quale disciplina esclusivamente di carattere sportivo e non militare, il biathlon ottenne la sua approvazione da parte del Comitato Olimpico Internazionale. Così in occasione degli VIII Giochi olimpici invernali di Squaw Valley 1960, per la prima volta nella storia, la gara maschile dei 20 km fece parte del programma ufficiale. La staffetta maschile 4 × 7,5 km divenne olimpica in occasione dei X Giochi olimpici invernali di Grenoble 1968, mentre la gara sprint si svolse per la prima volta ai XII Giochi olimpici invernali di Lake Placid 1980.
Le gare femminili divennero olimpiche in occasione dei XVI Giochi olimpici invernali di Albertville 1992. Le competizioni femminili sono suddivise in maniera analoga alle gare maschili, però con percorsi sugli sci da fondo più brevi. Con l'inserimento nel programma olimpico della gara a inseguimento in occasione dei XIX Giochi olimpici invernali di Salt Lake City 2002 e della gara di partenza in linea ai XX di Torino 2006 le competizioni olimpiche sono aumentate a cinque sia per gli uomini che per le donne. Per Soči 2014 è stata inclusa nel programma anche la staffetta mista.
Il biatleta con i miglior risultati in occasione dei Giochi olimpici è ancora Ole Einar Bjørndalen, con 8 medaglie d'oro, 4 medaglie d'argento e 1 medaglia di bronzo, seguito dal norvegese Johannes Thingnes Bø (5, 2, 1), dal francese Martin Fourcade (5, 2, 0) e dai tedeschi Ricco Groß (4, 3, 1) e Sven Fischer (4, 2, 2); tra le donne primeggiano la bielorussa Dar"ja Domračava (4, 1, 1), seguita dalle tedesche Kati Wilhelm (3, 3, 1), Uschi Disl (2, 4, 3), Katrin Apel (2, 1, 1) e Andrea Henkel (2, 1, 1).

#### Coppa del Mondo

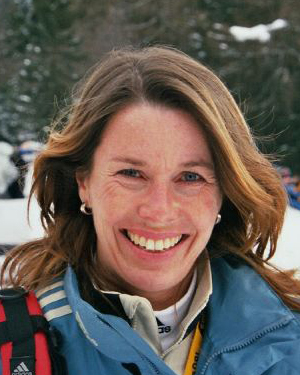
Magdalena Forsberg, primatista assoluta in Coppa del Mondo

La Coppa del Mondo è un circuito internazionale, maschile e femminile, organizzato dall'IBU e che assegna un trofeo generale e uno per ognuna delle discipline previste. Ogni stagione si articola lungo un calendario nel quale si succedono "tappe" in vari centri di biathlon europei, nordamericani e asiatici, ognuno dei quali ospita gare di alcune delle varie specialità. In ogni gara vengono assegnati punteggi in base alla classifica all'arrivo; la somma dei punteggi determina le classifiche di Coppa, generale e di specialità. Ai vincitori viene consegnato un apposito trofeo: la coppa di cristallo.
La Coppa del Mondo debuttò nella stagione 1978 e fu inizialmente solo maschile; il trofeo femminile viene assegnato a partire dal stagione 1983, mentre le Coppe di specialità sono state introdotte nel 1997. Come tutte le altre Coppe del Mondo dello sci nordico, anche quella di biathlon deriva la sua formula da quella ideata nel 1966 per lo sci alpino.
Nell'ambito della Coppa del Mondo l'atleta più titolato in campo maschile è Martin Fourcade con sette vittorie consecutive, seguito dal norvegese Ole Einar Bjørndalen, che vanta sei coppe di cristallo assolute; a quota quattro si collocano il norvegese Johannes Thingnes Bø, il tedesco Frank Ullrich e il francese Raphaël Poirée. Il primato assoluto di trofei vinti in campo femminile spetta alla svedese Magdalena Forsberg, con sei vittorie consecutive; è seguita dalla tedesca Magdalena Neuer e dalla finlandese Kaisa Mäkäräinen a quota tre; quindi dalla connazionale Eva Korpela, dalla sovietica Anfisa Rezcova e dall'italiana Dorothea Wierer con due vittorie.

## Biathlon paralimpico
Il biathlon può essere praticato anche da persone con disabilità fisiche o visive. Nel caso di disabilità agli arti inferiori, al posto degli sci si utilizza uno slittino montato su sci da fondo. Le persone affette da cecità o ipovisione sono accompagnate da una guida lungo la pista di fondo, mentre al poligono utilizzano un fucile elettronico dotato di un dispositivo di puntamento acustico.
L'attività agonistica internazionale è organizzata dall'International Paralympic Nordic Skiing Committee (IPNSC). Per le competizioni internazionali vale il regolamento della IBU integrato da apposite disposizioni dettate dall'IPNSC; la differenza più evidente riguarda il trasporto dell'arma, che viene lasciata al poligono anziché essere portata sulla schiena durante la parte di sci. Il biathlon è stato inserito nel programma dei Giochi paralimpici invernali a partire dai VI di Lillehammer 1994.

## Varianti

### Biathlon estivo
Il biathlon estivo (detto anche summer biathlon o skiroll biathlon) è la variante estiva del biathlon invernale, in questo caso la disciplina è composta da skiroll e il tiro a segno con carabina nelle identiche modalità della versione invernale. Del biathlon estivo fa parte anche la versione corsa e tiro a segno con carabina, meno praticata e seguita. I tipi di gara sono tre, analoghi al biathlon invernale: sprint (7,5 km femminile, 10 km maschile), inseguimento (10 km femminile, 12,5 km maschile) e staffetta mista 2 × 6 km (donne) + 2 × 7,5 km (uomini).
I Campionati mondiali di biathlon estivo, che si svolgono tutti gli anni, sono la competizione di maggior rilievo anche se molto spesso disertata dai principali atleti del circuito. La prima edizione si è tenuta nell'estate del 2000 in Russia, a Chanty-Mansijsk. Esistono poi varie kermesse estive a invito, che hanno molto successo (alcune più dei Mondiali) e sono importanti a livello di promozione del biathlon nei Paesi dove la disciplina è meno conosciuta.

### Ski archery
Lo Ski archery, o biathlon con tiro con l'arco, ha un regolamento analogo a quello del biathlon invernale. Originariamente le competizioni vennero organizzate dalla IBU stessa. Dal 1º aprile 2005, invece, è la Federazione Internazionale di Tiro con l'Arco (FITA) a organizzare le singole competizioni.

### Biathlon in moto
Si tratta di una combinazione tra il motocross e il tiro a segno. Disciplina sportiva con pochi praticanti ma fortemente seguita in particolar modo nelle regioni dell'ex-Germania Est.